# Sojoez 3
Sojoez 3 (Russisch: Союз 3, "Unie 3") was een Russische bemande ruimtevlucht aan het eind van de jaren 60. Doel van deze vlucht was om nieuwe boordsystemen, gewijzigd na de noodlottige vlucht van Sojoez 1 waarbij Vladimir Komarov het leven liet, uit te testen. Om het nieuwe, geautomatiseerde radaropsporingssysteem te testen fungeerde de gelijktijdig gelanceerde maar onbemande Sojoez 2 als doelwit voor een rendez-vous. Het was de bedoeling dat beide vaartuigen koppelden. Tegenwoordig is dat vanzelfsprekend, maar in die tijd stond de techniek hiervoor nog in de kinderschoenen. Zowel de V.S. als de Sovjet-Unie voerden daarom testvluchten uit. Aan deze missie ging overigens een onbemande testvlucht, Kosmos 169, vooraf.
Als ander missiedoel gold het maken van wolkenfoto's.

## Verloop van de vlucht

### Lancering
De Sojoez 3 werd gelanceerd op 26 oktober 1968 met een Sojoez-draagraket vanaf Bajkonoer. Aan boord bevond zich één kosmonaut, luitenant-kolonel Georgi Beregovoi (47), de tot die tijd oudste ruimtevaarder. Deze capsule woog ruim 6 ton. Het schip kwam in een baan met een perigeum van 196 km, een apogeum van 241 km en een inclinatie van 51,65°. De omlooptijd bedroeg 88,87 minuten.

### Rendez-vous metSojoez 2
De radar en automatische piloot functioneerden uitstekend. Sojoez 3 naderde de Sojoez 2 tot op ± 200 m, waarna Beregovoi het roer overnam. De relatieve snelheid tussen beide vaartuigen bedroeg op een gegeven moment ± 1,5 km/uur en de onderlinge afstand ± 1 m. Een tweede rendez-vous vond plaats vanaf een afstand van 565 km, wederom met automatische nadering tot 200 m. De beoogde koppeling vond echter nooit plaats.

### Brandstofgebrek verhindert koppeling
Om een veilige vlucht en terugkeer te garanderen, mocht de kosmonaut slechts een bepaald deel van de aanwezige voorraad brandstof benutten. Tijdens deze manoeuvres won de boordcomputer het ruim van de mens. Uit op de grond ontvangen gegevens bleek, dat deze in de laatste twintig minuten van de naderingsfase slechts 30 kg brandstof verbruikte.
Beregovoi bracht het er aanzienlijk slechter vanaf. Hij benutte 40 kg in twee minuten en nóg wist hij geen koppeling tot stand te brengen. De vluchtleiding besefte dat hij zo niet door kon gaan, want de Sojoez 3 beschikte slechts over 80 kg brandstof voor de stuurraketjes. De koppelingspoging werd daarom vroegtijdig afgeblazen.

### Andere missiegegevens
Een opvallend detail aan deze vlucht was de openheid die de Russen er aan gaven. Tijdens de Koude Oorlog was de Sovjet-Unie, niet bepaald scheutig met het geven van informatie over ruimtevluchten. Tijdens deze vlucht verzorgde Beregovoi echter meerdere tv-uitzendingen.
Verder testte Beregovoi diverse instellingen van het standregelsysteem, leverde biomedische gegevens aan en voerde diverse wetenschappelijke proeven uit waaronder ster- zon-, en aardobservaties. Tevens nam hij foto's van wolken om tyfonen en cyclonen op te sporen. Daarnaast maakte hij opnamen van het sneeuwdek om zoetwatervoorraden in te kunnen schatten.
Tijdens de 36e omloop voerde Sojoez 3 een baanwijziging uit.

### Terugkeer naar de Aarde
Op 30 oktober 1968, na 64 omwentelingen, keerde Sojoez 3 na een vlucht van bijna vier dagen veilig naar de Aarde terug en maakte een behouden landing. De capsule kwam neer ten noorden van Karaganda, op slechts 10 km van het oorspronkelijke landingspunt.

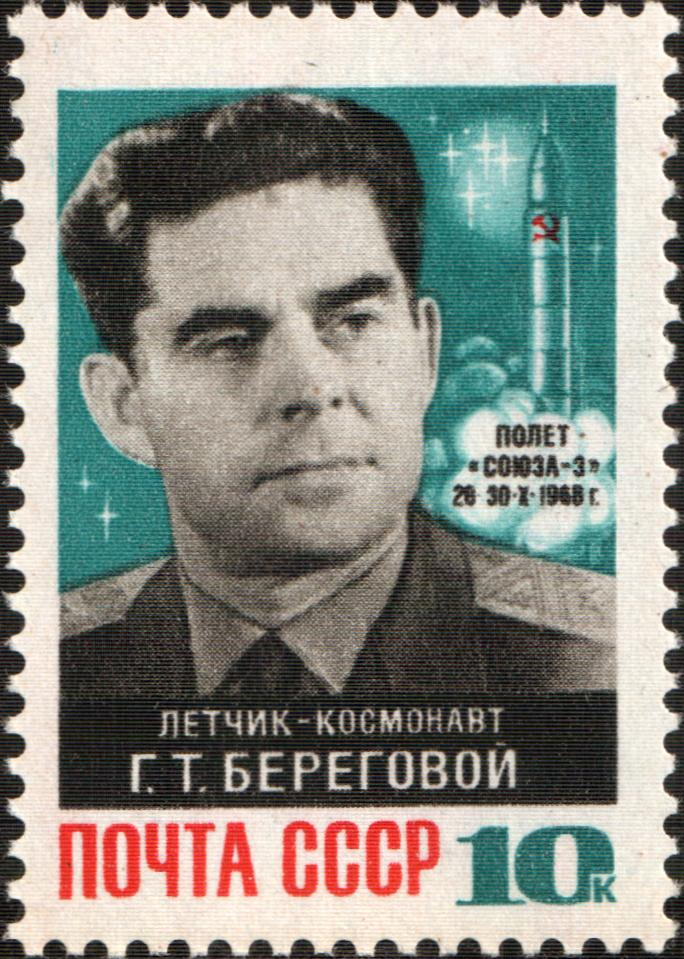
Sovjetzegel over Sojoez 3

1 ·
2 ·
3 ·
4 ·
5 ·
6 ·
7 ·
8 ·
9 ·
10 ·
11 ·
12 ·
13 ·
14 ·
15 ·
16 ·
17 ·
18A ·
18 ·
19 ·
20 ·
21 ·
22 ·
23 ·
24 ·
25 ·
26 ·
27 ·
28 ·
29 ·
30 ·
31 ·
32 ·
33 ·
34 · 
35 ·
36 ·
37 ·
38 ·
39 ·
40

T-1 ·  
T-2 ·
T-3 ·
T-4 ·
T-5 · 
T-6 ·
T-7 · 
T-8 ·
T-9 · 
T-10-1 ·
T-10 · 
T-11 ·
T-12 · 
T-13 ·
T-14 · 
T-15